# 크리울레니구
크리울레니구(루마니아어: Criuleni)는 몰도바 중부에 위치한 구로 행정 중심지는 크리울레니이며 면적은 688km2, 인구는 73,100명(2011년 기준)이다. 북쪽으로는 오르헤이 구, 동쪽으로는 두버사리 구, 남쪽으로는 아네니노이 구, 서쪽으로는 스트러셰니 구, 키시너우와 접한다.